# گروه سیسنروس
گروه سیسنروس (انگلیسی: Grupo Cisneros) شرکت خوشه‌ای رسانه‌ای آمریکایی است، که در سال ۱۹۲۹ توسط دیگو سیسنروس تأسیس شد.